# Cedric Diggory
Cedric Diggory är en fiktiv karaktär i J.K. Rowlings Harry Potter-serie. Cedric är en av huvudkaraktärerna i den fjärde boken, Harry Potter och den flammande bägaren, eftersom han representerar Hogwarts i den Magiska trekampen tillsammans med Harry Potter. Cedric mördas av Peter Pettigrew på Lord Voldemorts order under Voldemorts uppståndelse i Little Hangleton.
Cedrics död blir en punkt av trauma och skuld för Harry och fortsätter att förfölja honom, vilket leder till att han bildar Dumbledores armé som ett sätt att lära sina medstudenter att skydda sig själva i strid. Cedrics död är också en samlingspunkt i scenspelet i Harry Potter och det fördömda barnet. Cedric skådespelas av Robert Pattinson i filmatiseringen av den flammande bägaren och skådespelas kort av Joe Livermore i fången från Azkaban. Cedrics röst spelas av Blake Ritson i videospelet Harry Potter och den flammande bägaren. Andreas Rothlin Svensson är den svenska dubbningen av Cedric Diggory i filmerna.

## Biografi
Cedric Diggory tillhörde elevhemmet Hufflepuff och var lagkapten för deras quidditchlag. Cedrics far heter Amos Diggory och jobbar på Trolldomsministeriet. Cedrics flickvän var Rawenclaw-eleven Cho Chang. Cedric har beskrivits som en god vän och mycket flitig, vilket passar utmärkt in på en Hufflepuff.
I Harry Potter och fången från Azkaban var Cedric kapten för Hufflepuffs quidditchlag som slog Gryffindor när Harry Potter föll av sin kvast på grund av alla dementorer. Fadern Amos Diggory var mycket stolt över Cedric efter att sonen hade "besegrat" Harry Potter. Diggory själv blev dock generad över sin fars skryt.
I Harry Potter och den flammande bägaren valdes Cedric att bli en av kämparna i den Magiska trekampen. När Harry mystiskt också blir vald, gör Draco Malfoy märken med texten "Stöd Cedric Diggory".
I den sista tävlingen i trekampen, som bestod av en jättelik labyrint, var pokalen en flytnyckel som förde Harry och Cedric till den kyrkogård där Slingersvans mördade Cedric med dödande förbannelsen Avada Kedavra. Efter att ha flytt från Lord Voldemort, Slingersvans och dödsätarna tar Harry med Cedrics kropp tillbaka till hans föräldrar som blev utom sig av sorg. Han levde år 1977–24 juni 1995.

## Produktion
Henry Cavill provspelade för rollen som Cedric Diggory men förlorade mot Robert Pattinson som istället den. Ironiskt nog var Cavill också Stephenie Meyers förstahandsval för rollen som Edward Cullen i Twilight, en roll som också gick till Pattinson.